# Weld County
Weld County is een county in de Amerikaanse staat Colorado.
De county heeft een landoppervlakte van 10.340 km² en telt 180.936 inwoners (volkstelling 2000). De hoofdplaats is Greeley.

## Bevolkingsontwikkeling

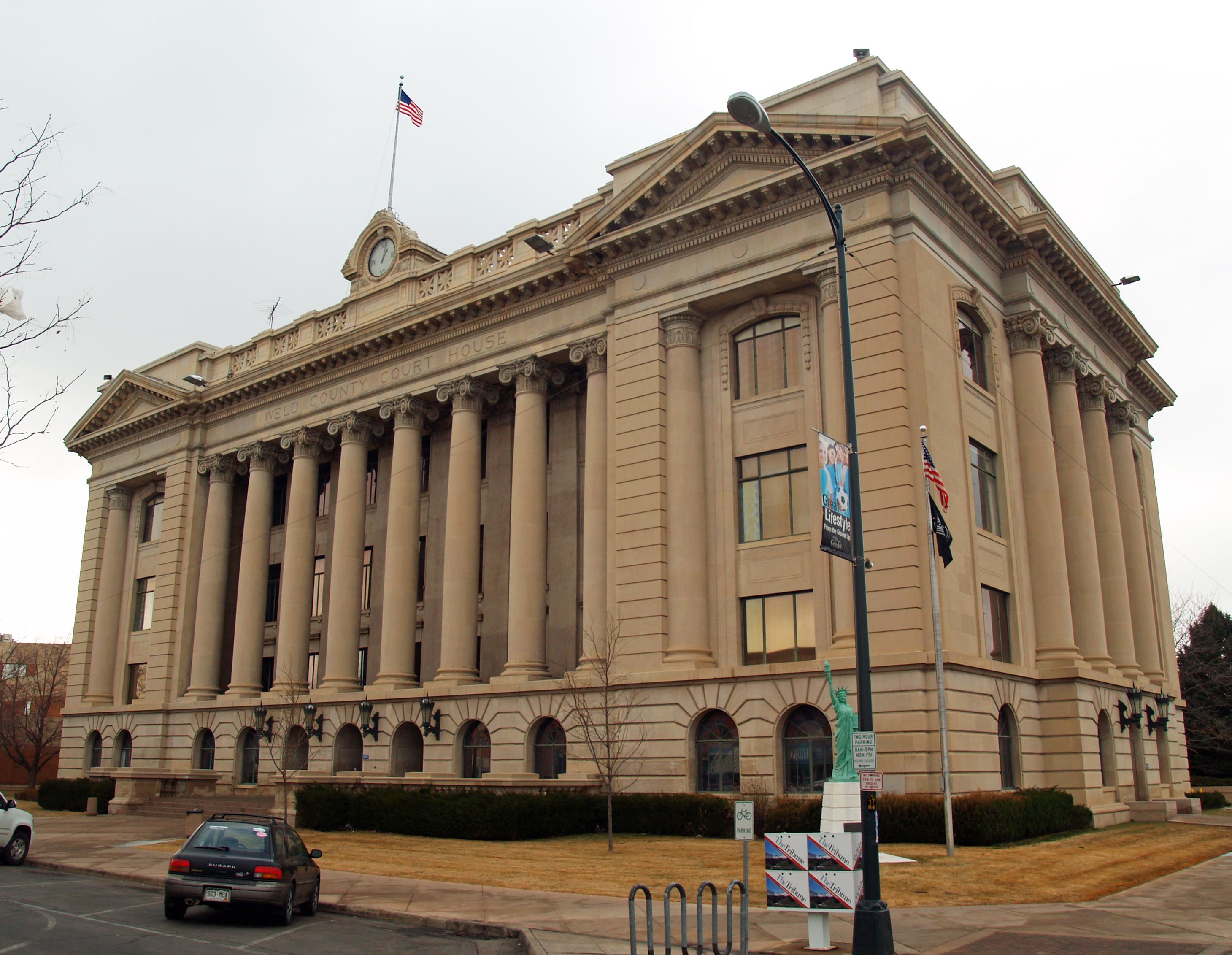
Weld County Courthouse